# Tony Wolf
Antonio Lupatelli (Busseto, Parma, 1930-Cremona, 18 de mayo de 2018), más conocido como Tony Wolf, fue un artista, ilustrador y escritor italiano, conocido por ser el creador de la serie animada Pingu.

## Carrera
Wolf comenzó su carrera en la década de 1950 con Nino Pagot y Toni Pagot, mejor conocidos como los hermanos Pagotto. Después de una larga colaboración con la editora británica Fleetway con cómics como Playhour y Jack and Jill, colaboró con la revista infantil Corriere dei Piccoli, creando a Ciccio Sprai y Robi e Robo, luego con Fratelli Fabbri Editore y Mondadori con libros tradicionales y posteriormente con otros más, siendo libros para dibujar.
Su trabajo más conocido es la serie animada Pingu, así como aportaciones gráficas a sus libros, publicados en Italia por Dami Editore y en el Reino Unido por BBC Books. Algunos otros trabajos suyos son: Freddie Frog, Fun in Toyland, Little Sooty y Moony of the Moon.

## Libros
- Pinocchio, Dami Editore Firenze, 2002
- Le Storie del Bosco (ilustraciones e historia)
- Jack e Jill

## Fallecimiento
Falleció el 18 de mayo de 2018 en Cremona, Italia.